# Nanarchaea binnaburra
Espèce
Synonymes
- Pararchaea binnaburra Forster, 1955

Nanarchaea binnaburra est une espèce d'araignées aranéomorphes de la famille des Malkaridae.

## Distribution
Cette espèce est endémique du Queensland en Australie. Elle se rencontre sur le plateau Lamington.

## Description
La carapace de la femelle holotype mesure 0,581 mm de long sur 0,456 mm et l'abdomen 0,954 mm de long sur 0,747 mm.

## Étymologie
Son nom d'espèce lui a été donné en référence au lieu de sa découverte, Binna Burra.

## Publication originale
- Forster, 1955 : Spiders of the family Archaeidae from Australia and New Zealand. Transactions and Proceedings of the Royal Society of New Zealand, vol. 83, no 2, p. 391-403 (texte intégral).